# Landsort

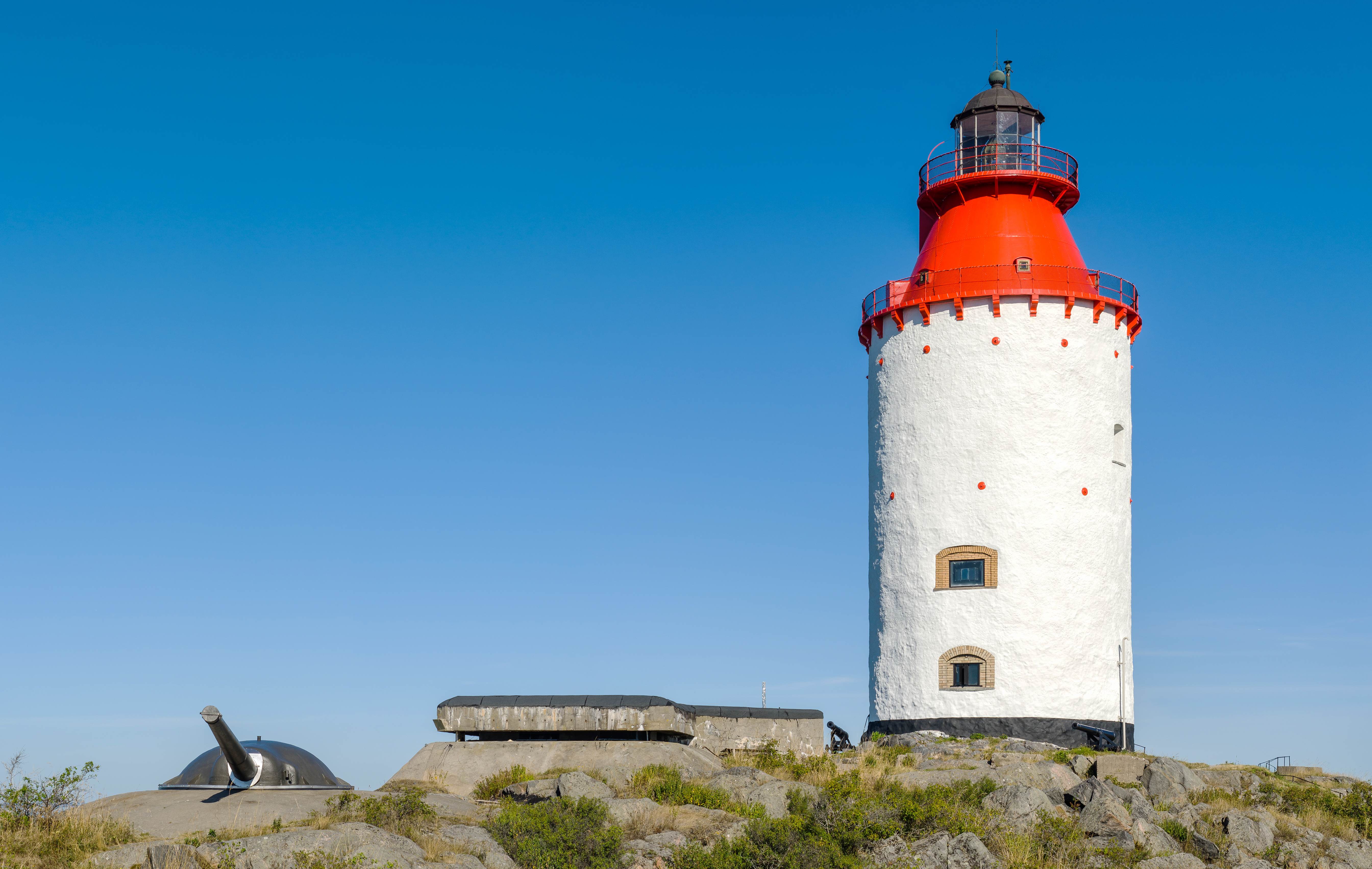
An der Südspitze von Landsort steht Landsorts fyr auf einem Felsen. Marineartilleriegechütze aus dem Zweiten Weltkrieg sind ein kulturhistorisches Zeitdokument der exponierten Lage der Insel in den schwedischen Schären.

Landsort ist der Name der Südspitze und der Hauptsiedlung auf der schwedischen Schäreninsel Öja.
Traditionell waren die meisten Inselbewohner als Lotsen für die Handelsschifffahrt in den Gewässern vor Nynäshamn und Stockholm tätig. Trotz der geringen Einwohnerzahl gibt es in Landsort verschiedene Zusammenschlüsse. Die Landsorts föreningar kümmern sich um gute Nachbarschaft, zudem existiert die Pächter/Eigentümervereinigung Landsorts Arrendatorförening und das Landsorts Sjö- och MiljöCentrum (See- und Umweltzentrum).
An der Südspitze liegt Landsorts fyr, der älteste noch genutzte Leuchtturm Schwedens. Er wurde vom holländischen Kaufmann Johan van der Hagen 1658 in Auftrag gegeben und gebaut. Nach dem Leuchtfeuer ist eine Schiffsklasse der schwedischen Marine benannt. 
Die schwedische Seenotrettung Sjöräddningssällskapet SSRS hat immer mindestens ein Boot im Hafen von Landsort stationiert.  
In Bredmar, etwas nördlich von Landsort, liegt Landsorts fågelstation (die Vogelwarte Landsort). Die Vogelberingung begann bereits in den 1970er Jahren auf der Insel, die Vereinigung, die heute die Station betreibt, wurde 1988 gegründet. Vor allem in Zugperioden beringen Ehrenamtliche die Vögel mit den Ringen des Naturhistoriska riksmuseet in Stockholm.